# コルネリス・デ・フォス
コルネリス・デ・フォス（Cornelis de Vos、Cornelius de Vosとも、1584年ごろ - 1651年5月9日）はフランドルの画家である。肖像画家としての評価が高い。

## 略歴
現在のオランダ南西部、ゼーラント州のフルストで生まれた。幼い時代のことは知られていないが、家族は1596年にアントウェルペンに移ったとされる。
1599年にアントウェルペンのあまり知られていない画家 David Remeeus (1559–1626)の弟子になった。弟のパウル・デ・フォス(Paul de Vos: 1590s-1678)も絵を学び、動物画で知られる画家になった。
1608年にアントウェルペンの聖ルカ組合に加入した。1611年に姉妹の一人は静物画や動物画を得意とした画家のフランス・スナイデルス(1579-1657)と結婚した。コルネリス・デ・フォスは1617年に風景画家ヤン・ウィルデンス(Jan Wildens: 1586–1653)の異父妹と結婚し、6人の子供が生まれた。アントウェルペンの有力な画家の一人となり、1635年にはピーテル・パウル・ルーベンス(1577-1640)の指揮下で、他のアントウェルペンの画家たちと、スペインの王子でスペイン領ネーデルラント総督のフェルナンド枢機卿のアントウェルペン入城を歓迎するための装飾の仕事に加わり、他のルーベンスの指揮した公的な仕事にも加わった。

歴史画や静物画も描いたが、コルネリス・デ・フォスは集団肖像画を含む肖像画、特に子供を描いた作品の評価が高い。

## 作品

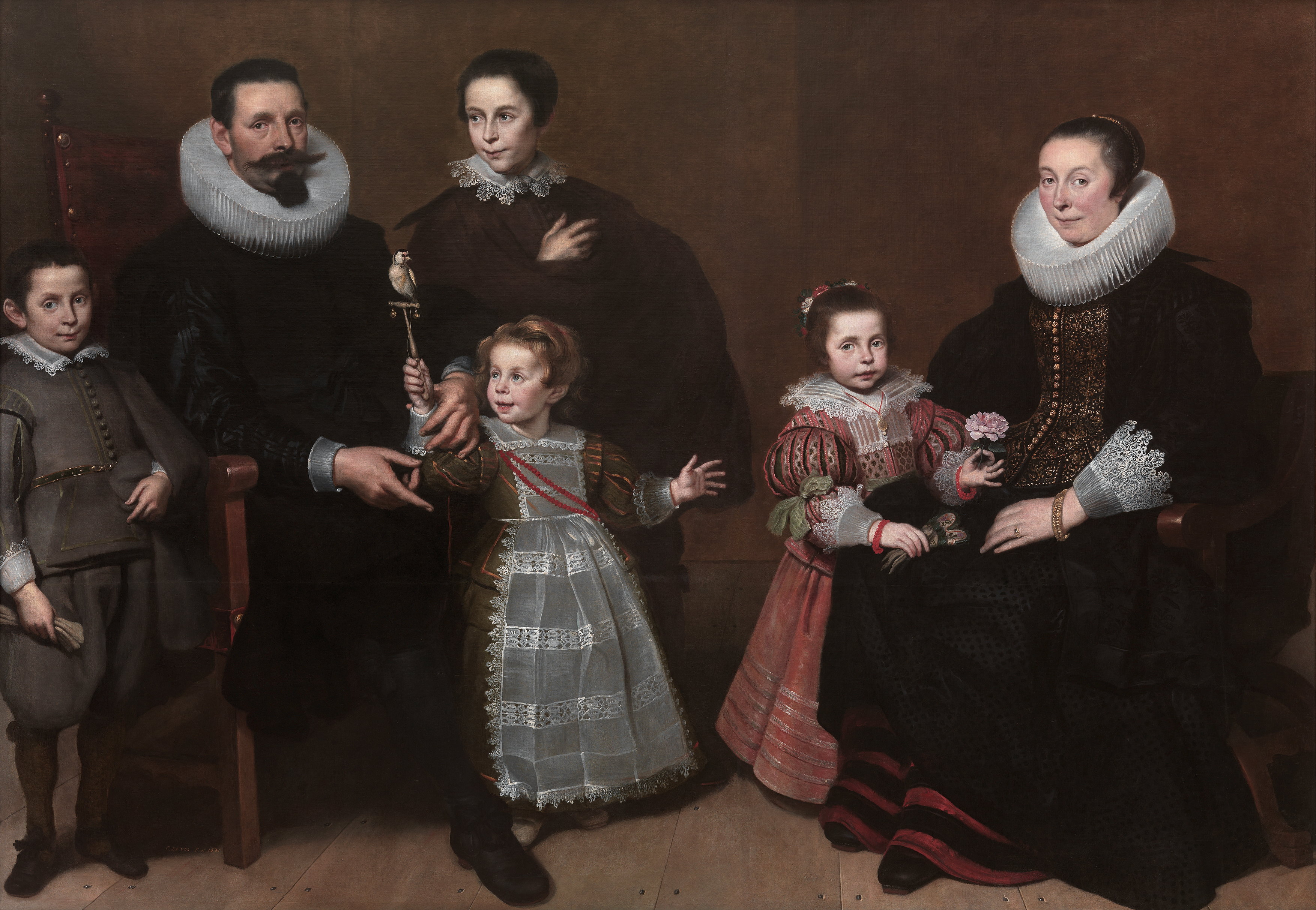
家族の肖像画 (1631) アントワープ王立美術館蔵
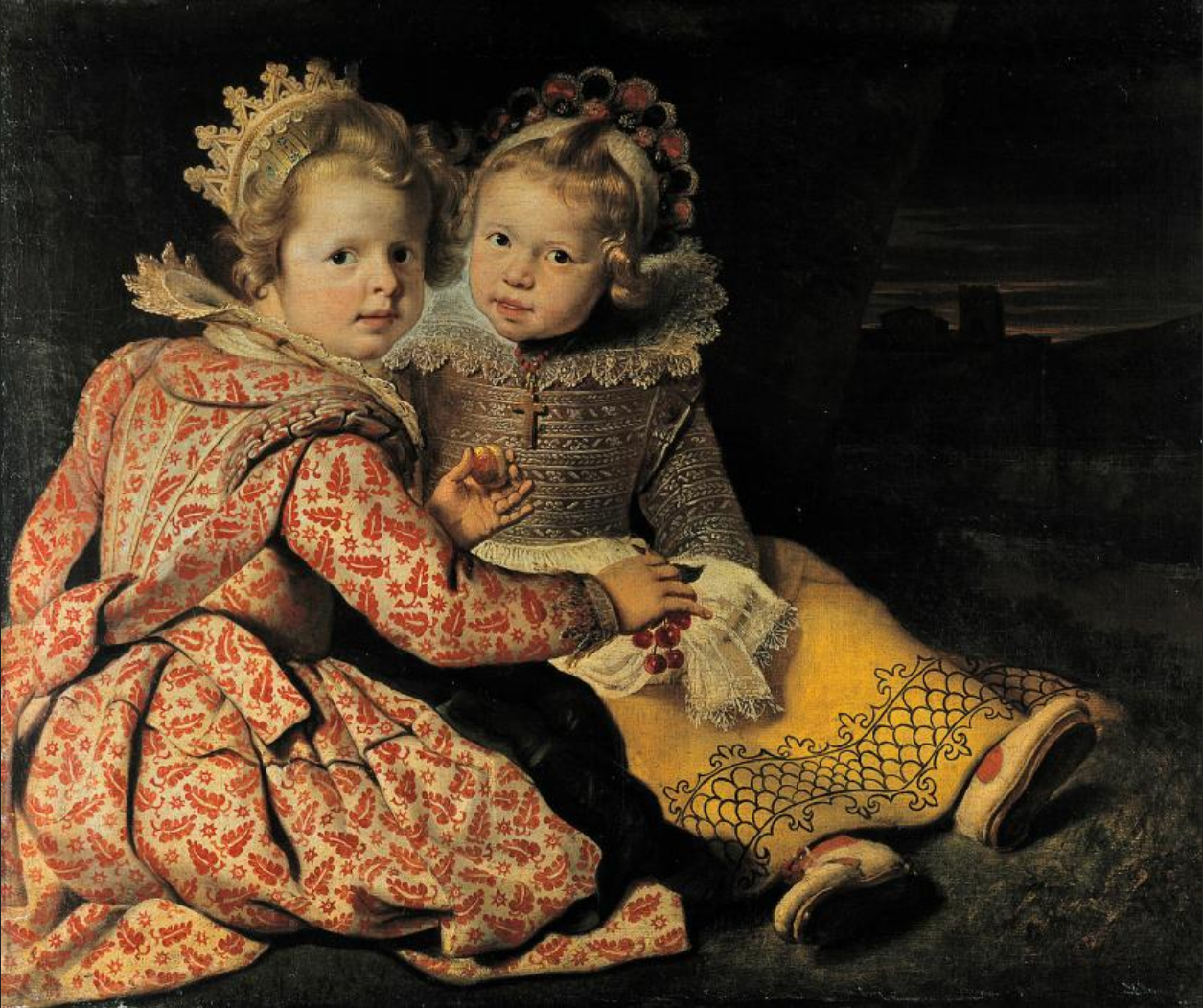
画家の2人の娘たち(1630/1649) 絵画館 (ベルリン)蔵
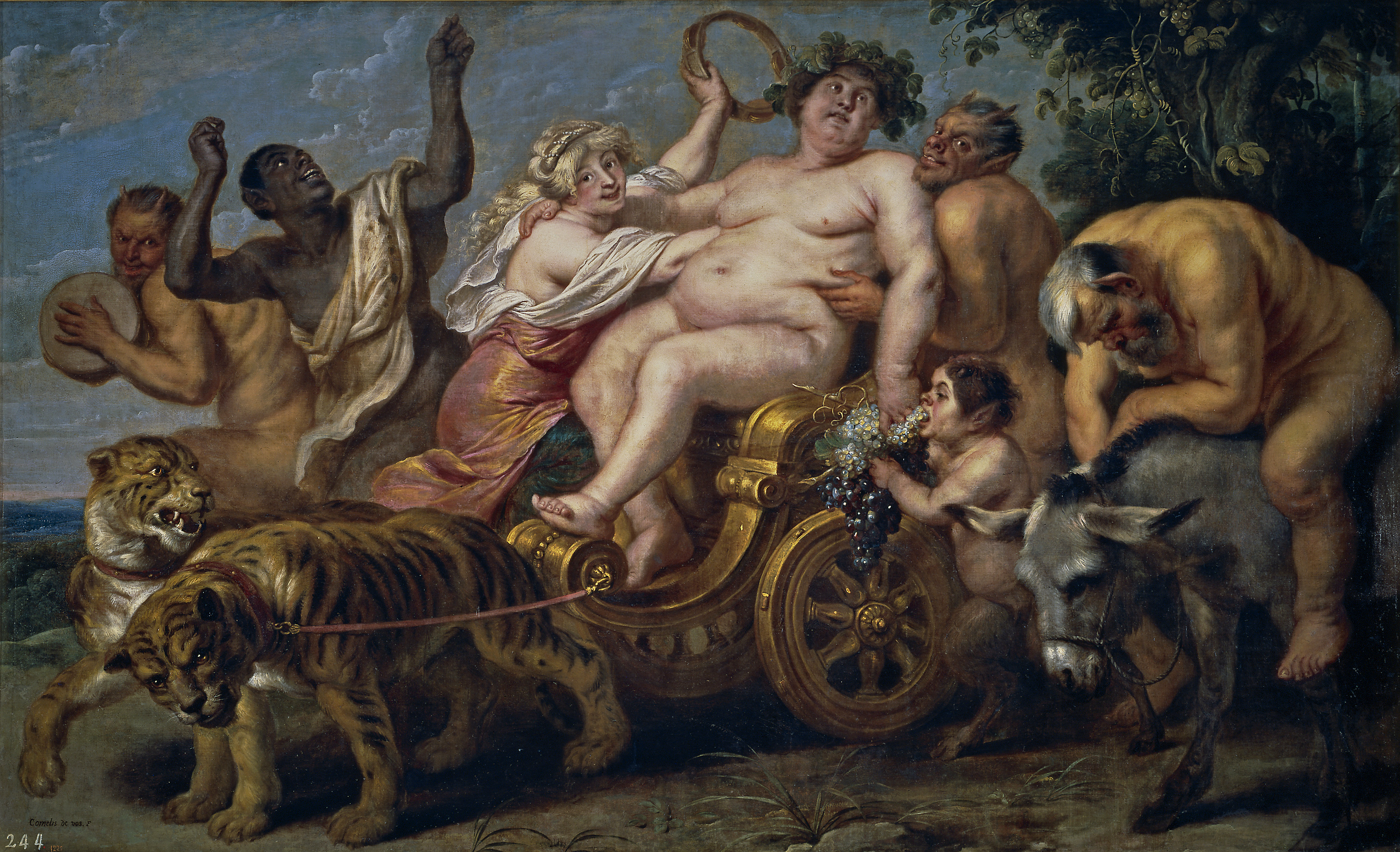
バッカスの勝利 プラド美術館蔵

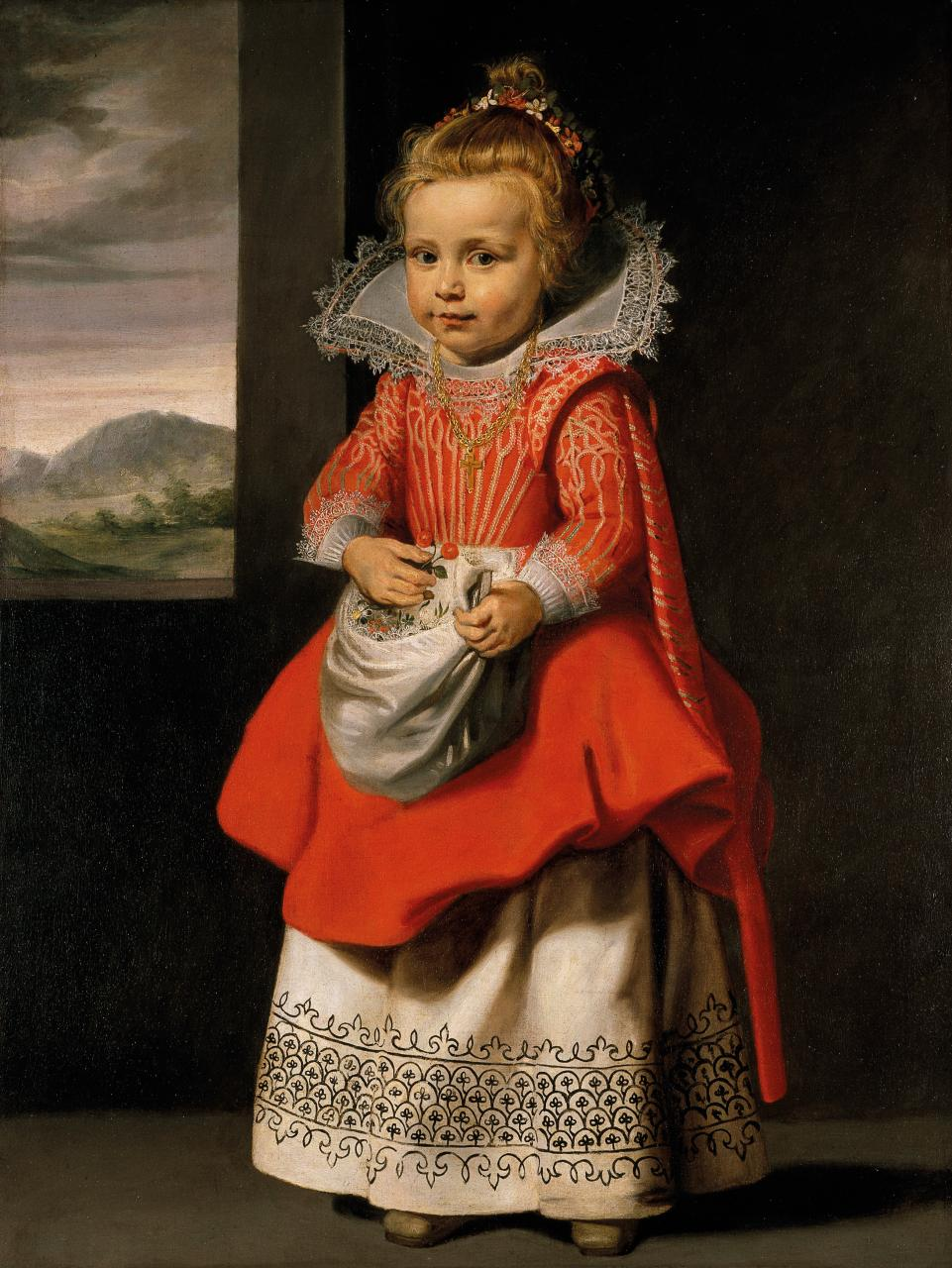
Magdalena de Vos (1623/1624) チャッツワース・ハウス蔵
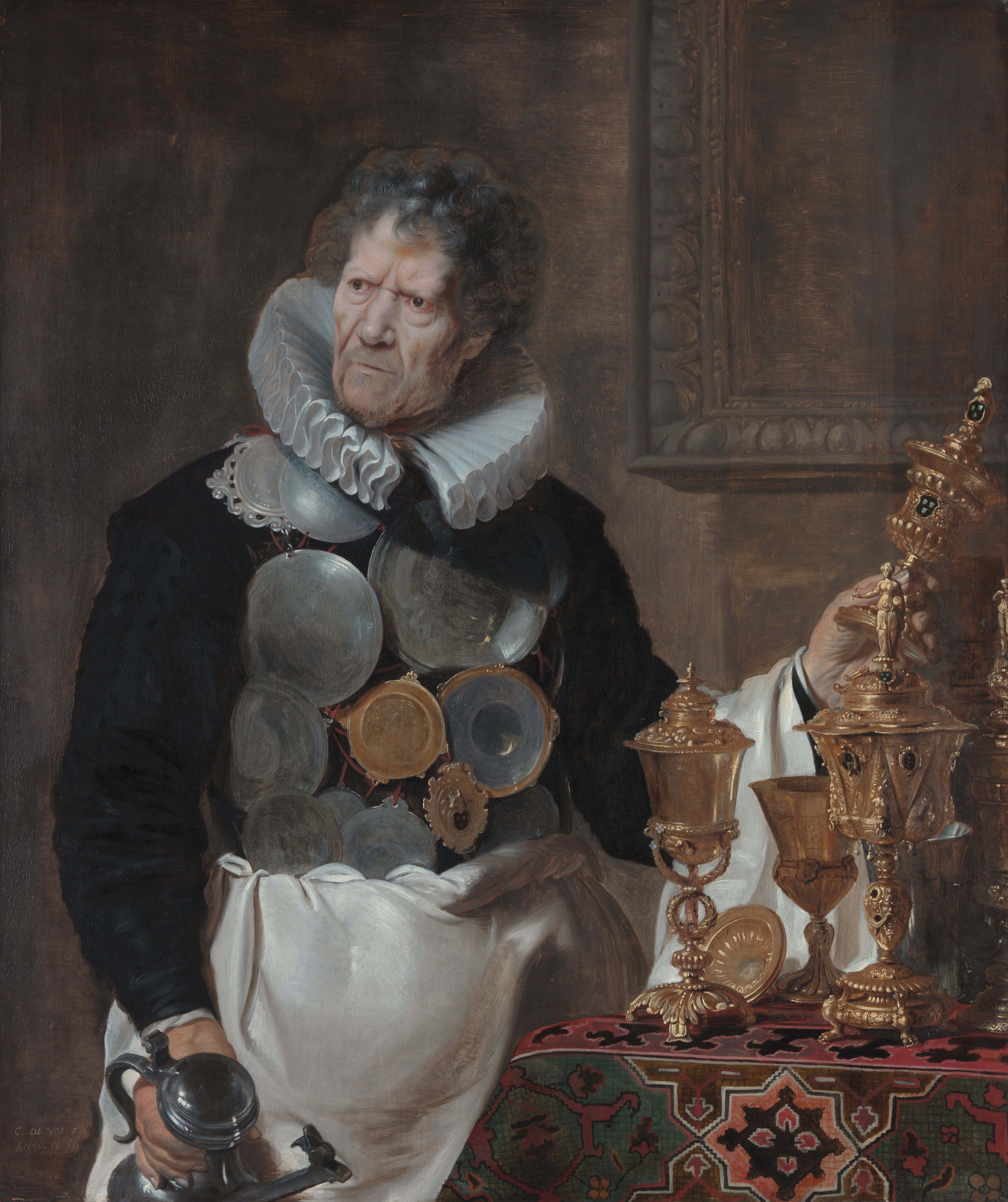
Abraham Grapheus(聖ルカ組合の会員)の肖像画(1620) チャッツワース・ハウス蔵
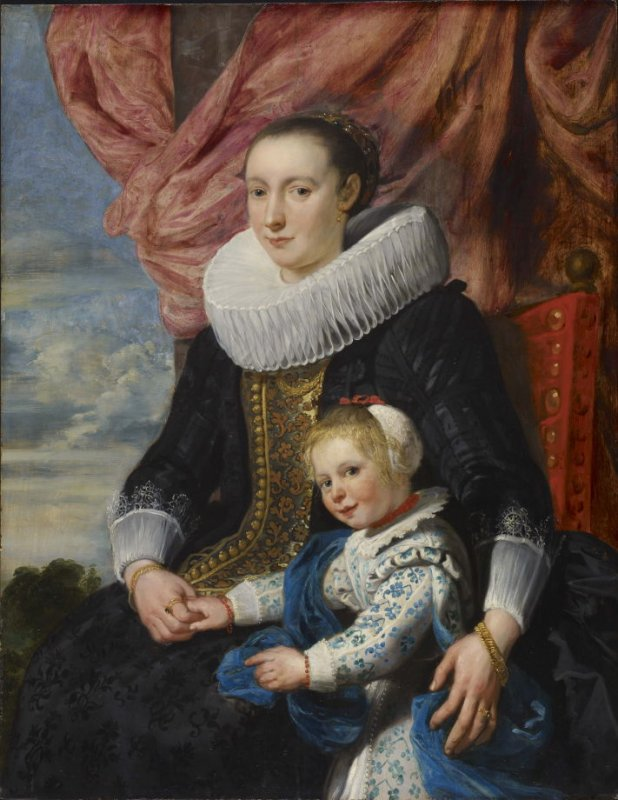
貴婦人とその娘の肖像画 (c.1620) サンフランシスコ美術館蔵
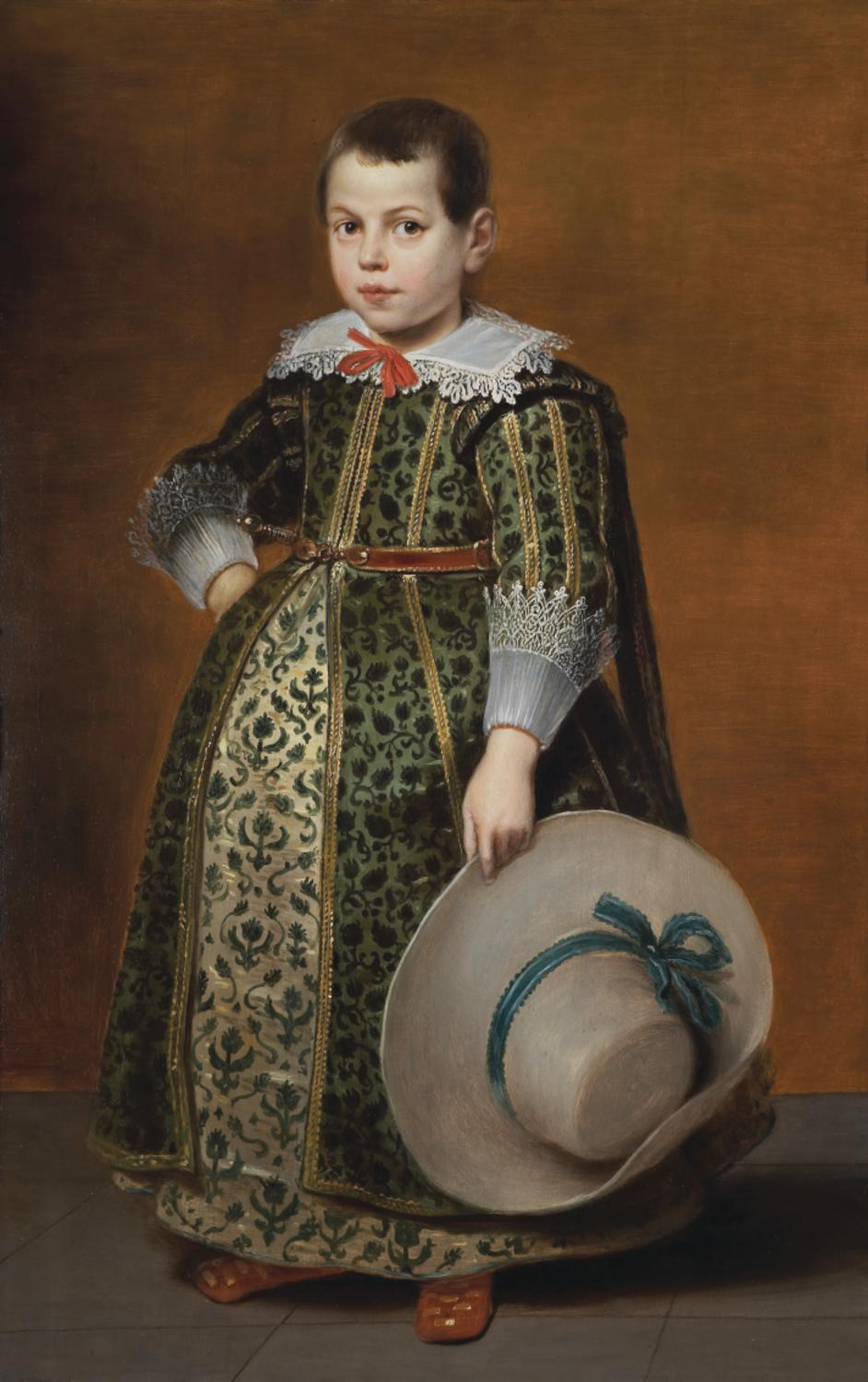
Jan Vekemanの肖像画